# Harry Browne
Harry Browne (Nueva York, 17 de junio de 1933 - Franklin 1 de marzo de 2006) fue un escritor, político y analista de mercado estadounidense. En las elecciones de 1996 y 2000, se presentó a Presidente de los Estados Unidos como candidato por el Partido Libertario.

## Biografía
Nació en la ciudad de Nueva York, sus padres fueron Cecil Margaret y Edson Bradford Browne. Tras graduarse, Browne se unió al Ejército de los Estados Unidos, donde sirvió durante cinco años.
Trabajó como consejero de inversiones durante la mayor parte de su vida. Adquirió una cierta importancia en 1970 con su primer libro: How You Can Profit From The Coming Devaluation (que puede ser traducido así: Cómo puede beneficiarse de la devaluación en ciernes). Su segundo libro, publicado en 1973 fue How I Found Freedom In An Unfree World (traducible así: Cómo encontré la libertad en un mundo prisionero). En su obra predecía la devaluación del dólar y la consecuente inflación, y se convirtió instantáneamente en un clásico en algunos círculos libertarios. Su tercer libro llegó a ser número 1 de la lista de más vendidos del New York Times. Titulado You Can Profit from a Monetary Crisis, puede traducirse como: Puedes beneficiarte de una crisis monetaria.

## Vocación política
Tras las elecciones del año 2000, Browne continuó trabajando para incrementar la popularidad de los objetivos libertarios, sobre reducir el tamaño y alcance del gobierno. Escribió miles de artículos, la mayoría de los cuales pueden encontrarse en su sitio web Archivado el 9 de agosto de 2011 en Wayback Machine.. También contribuyó con el blog de opinión y noticias LewRockwell.com, Antiwar.com y World Net Daily. Publicó su lista de correo financiera "Harry Browne Special Reports" de 1974 a 1997.
Su columna, titulada When will we learn (traducible como: Cuándo aprenderemos), discutiendo los ataques del 11 de septiembre influyó a Larry Elder a romper con el Partido Libertario y unirse al Partido Republicano. Browne, de todas maneras, siempre intentó dejar claro que sus opiniones eran propias y no necesariamente un reflejo de las del Partido Libertario. Fue su columna más leída y se publicó en varios idiomas.